# Séléna Janicijevic
Séléna Janicijevic (født 23. juli 2002 i Nogent-sur-Marne, Frankrig) er en professionel tennisspiller fra Frankrig.